# Norbert Dünkel

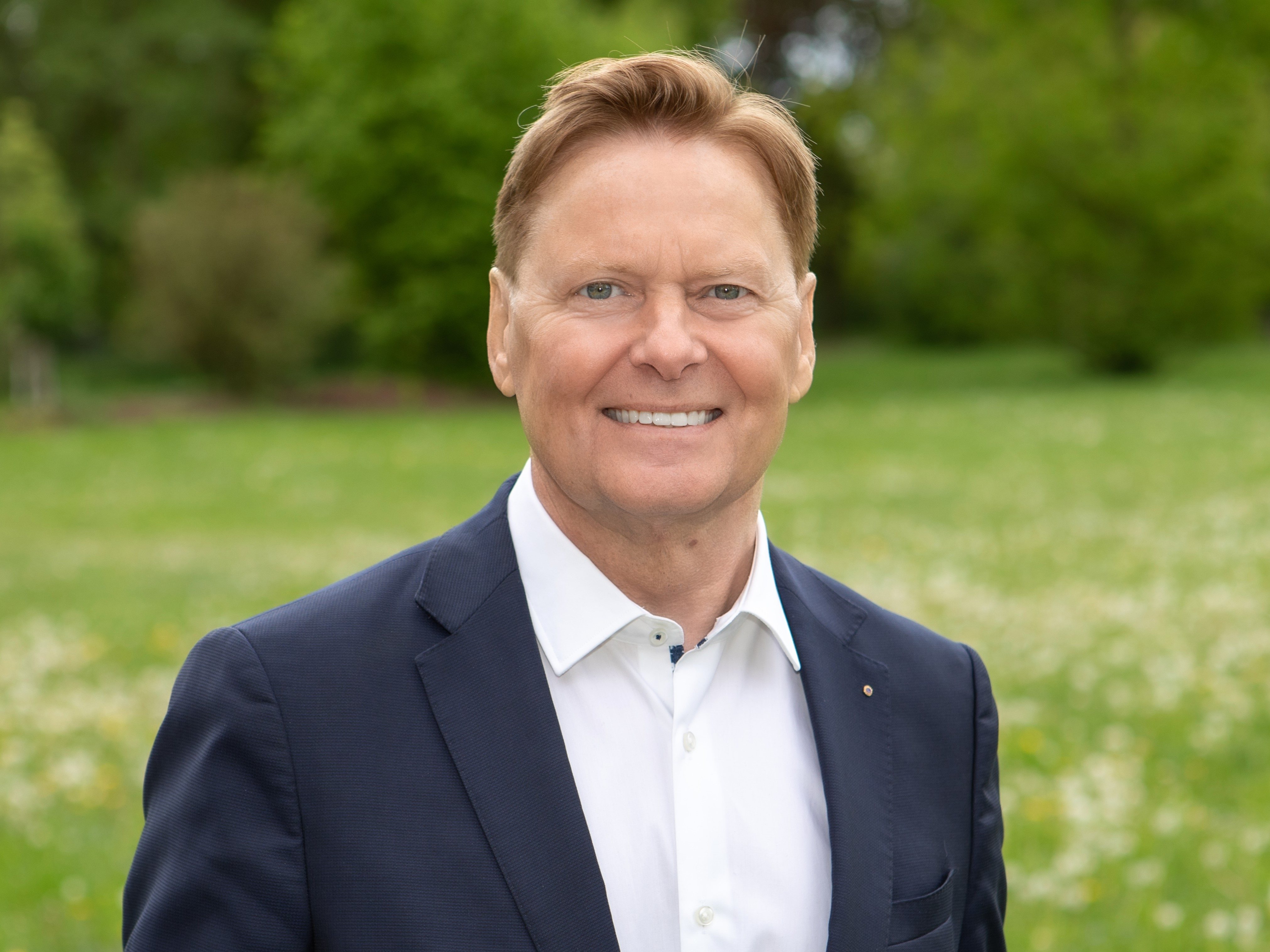
MdL Norbert Dünkel (2023)

Norbert Dünkel (* 9. Mai 1961 in Bamberg) ist ein deutscher Politiker (CSU) und Diplom-Verwaltungswirt (FH). Er ist seit Oktober 2013 Mitglied des Bayerischen Landtags.

## Leben
Von 1989 bis 2019 war Norbert Dünkel Geschäftsführer der Lebenshilfe für Menschen mit Behinderung, mit Dienstsitz in Lauf an der Pegnitz. Er wurde 1990 Stadtrat in Hersbruck und war dort von 1996 bis 2004 zweiter Bürgermeister. Mitglied des Kreistages Nürnberger Land ist Dünkel seit 2002, von 2003 bis 2008 erster stellvertretender Landrat des Landkreises Nürnberger Land. Von 1998 bis 2013 war er Mitglied des Bezirkstages von Mittelfranken, 1998–2003 sowie 2008–2013 weiterer Stellvertreter des Bezirkstagspräsidenten und Mitglied des Ältestenrats.
Norbert Dünkel gewann bei der Landtagswahl 2013 das Direktmandat im Stimmkreis 511 Nürnberger Land. 2018 und 2023 verteidigte er sein Mandat. Er ist Mitglied im Ausschuss „Innere Sicherheit, kommunale Anliegen und Sport“, 2. Vorsitzender des Arbeitskreises Innere Sicherheit der CSU-Landtagsfraktion, Mitglied im Ausschuss für Bildung und Kultus, sowie Mitglied der Enquete-Kommission für Integration. Seit Mai 2022 ist er Mitglied des NSU-Untersuchungsausschuss II des Bayerischen Landtags. Zudem ist er Vorsitzender der Arbeitsgruppe  UN-Behindertenrechtskonvention, Inklusion der CSU-Landtagsfraktion seit 2013 und Vorsitzender der Interfraktionellen Arbeitsgruppe Inklusion des Bayerischen Landtags seit 2015.